# Derik Osede
Derik Osede Prieto (Madrid, 21 de febrero de 1993) es un futbolista español que juega de defensa y actualmente se encuentra sin equipo.
Entre sus logros deportivos destaca el campeonato de Europa sub-19 en el Europeo de 2012 de Estonia.

## Trayectoria

### Categorías inferiores
Tras una temporada en la que milita en las categorías inferiores del Deportivo Asociación de Vecinos Santa Ana madrileño, se incorpora a los alevines del Real Madrid C. F. en 2003. Empezó a jugar en el Alevín "B", y desde él fue escalando por las distintas categorías del club madrileño hasta que debutó en la temporada 2010-11 con el segundo filial del club, el Real Madrid Club de Fútbol "C".

### Real Madrid Castilla C. F.
El jugador debuta oficialmente con el primer filial madridista el 20 de octubre de 2012, en el partido frente al Córdoba Club de Fútbol disputando los noventa minutos de partido.

### Real Madrid C. F.
A comienzos de la temporada 2012-13 debuta en partido amistoso con el primer equipo el 26 de septiembre de 2012 en el Estadio Santiago Bernabéu contra el Millonarios Fútbol Club en el partido correspondiente al XXXIV Trofeo Santiago Bernabéu.

### Bolton Wanderers
El 6 de julio de 2015, después de dos temporadas con el Real Madrid Castilla, firmó un contrato de tres años con el Bolton Wanderers después de una prueba exitosa. Hizo su debut en el Football League Championship el 12 de septiembre, con la totalidad de una victoria por 2-1 sobre el Wolverhampton Wanderers.
Derik terminó su primer año con exactamente la mitad de los partidos de liga jugados, ya que el club fue relegado después de la clasificación anterior.

### Regreso a España
El 26 de noviembre de 2018 firmó por una temporada y media por el C. D. Numancia después de un periodo de prueba. Al finalizar la temporada 2019-20 quedó libre tal y como tenía firmado en el contrato tras el descenso del equipo a Segunda División B.
El 5 de octubre de 2020 firmó por una temporada con opción a otra por R. C. Deportivo de la Coruña que jugaría la temporada 2020-21 en Segunda División B tras descender la temporada anterior. En marzo de 2021 sufrió una lesión de larga duración y abandonó el equipo en junio.
En febrero de 2022, tras haberse quedado en La Coruña siguiendo con el proceso de recuperación, fichó por el C. D. Alcoyano. No llegó a debutar y se incorporó a los entrenamientos del Pontevedra C. F., que en enero de 2023 le acabó haciendo un contrato para lo que quedaba de temporada.

### Experiencias en el extranjero
Tras haber finalizado su etapa en Pontevedra, se marchó a Irlanda y en septiembre firmó por el Waterford F. C. Allí estuvo hasta final de ñao y en febrero de 2024 puso rumbo a Finlandia para jugar en el F. C. Inter Turku.

## Selección nacional
Derik es convocado para el Europeo Sub-19 de 2012 de Estonia, donde juega como defensa titular del equipo. Tras anotar un tanto en el campeonato —en el primer partido de la fase de grupos— ayudó a que su equipo se proclamase campeón de Europa de la categoría por novena vez en su historia.

## Estadísticas

### Clubes
Actualizado al último partido jugado el 4 de noviembre de 2023.
| Club | Div.          | Temporada     | Liga  | Liga  | Liga   | Copas (1) | Copas (1) | Copas (1) | Internacional (2) | Internacional (2) | Internacional (2) | Total (3) | Total (3) | Total (3) | Media goleadora |
| Club | Div.          | Temporada     | Part. | Goles | Asist. | Part.     | Goles     | Asist.    | Part.             | Goles             | Asist.            | Part.     | Goles     | Asist.    | Media goleadora |
| --- | ------------- | ------------- | ----- | ----- | ------ | --------- | --------- | --------- | ----------------- | ----------------- | ----------------- | --------- | --------- | --------- | --------------- |
| Real Madrid C. F. "C" · España | 3.ª           | 2011-12       | 34    | 1     | 0      | 2         | 0         | 0         | —                 | —                 | —                 | 36        | 1         | 0         | 0.03            |
| Real Madrid C. F. "C" · España | 2.ª B         | 2012-13       | 15    | 0     | 0      | -         | -         | -         | —                 | —                 | —                 | 15        | 0         | 0         | 0               |
| Real Madrid C. F. "C" · España | Total club    | Total club    | 49    | 1     | 0      | 2         | 0         | 0         | -                 | -                 | -                 | 51        | 1         | 0         | 0.02            |
| Real Madrid Castilla C. F. · España | 2.ª           | 2012-13       | 11    | 0     | 0      | -         | -         | -         | —                 | —                 | —                 | 11        | 0         | 0         | 0               |
| Real Madrid Castilla C. F. · España | 2.ª           | 2013-14       | 18    | 1     | 0      | -         | -         | -         | —                 | —                 | —                 | 18        | 1         | 0         | 0.06            |
| Real Madrid Castilla C. F. · España | 2.ª B         | 2014-15       | 6     | 0     | 0      | -         | -         | -         | —                 | —                 | —                 | 6         | 0         | 0         | 0               |
| Real Madrid Castilla C. F. · España | Total club    | Total club    | 35    | 1     | 0      | -         | -         | -         | -                 | -                 | -                 | 35        | 1         | 0         | 0.03            |
| Bolton Wanderers F. C. Inglaterra | 2.ª           | 2015-16       | 23    | 0     | 0      | -         | -         | -         | -                 | -                 | -                 | 23        | 0         | 0         | 0               |
| Bolton Wanderers F. C. Inglaterra | 3.ª           | 2016-17       | 25    | 0     | 1      | 3         | 0         | 0         | -                 | -                 | -                 | 28        | 0         | 1         | 0               |
| Bolton Wanderers F. C. Inglaterra | 2.ª           | 2017-18       | 17    | 0     | 0      | 3         | 2         | 0         | -                 | -                 | -                 | 20        | 2         | 0         | 0.10            |
| Bolton Wanderers F. C. Inglaterra | Total club    | Total club    | 65    | 0     | 1      | 6         | 2         | 0         | -                 | -                 | -                 | 71        | 2         | 1         | 0.03            |
| C. D. Numancia · España | 2.ª           | 2018-19       | 11    | 0     | 1      | 0         | 0         | 0         | -                 | -                 | -                 | 11        | 0         | 1         | 0               |
| C. D. Numancia · España | 2.ª           | 2019-20       | 25    | 2     | 2      | 1         | 0         | 0         | -                 | -                 | -                 | 26        | 2         | 2         | 0.07            |
| C. D. Numancia · España | Total club    | Total club    | 36    | 2     | 3      | 1         | 0         | 0         | 0                 | 0                 | 0                 | 37        | 2         | 3         | 0.05            |
| R. C. Deportivo de La Coruña · España | 2.ª B         | 2020-21       | 8     | 0     | 0      | 1         | 0         | 0         | -                 | -                 | -                 | 9         | 0         | 0         | 0               |
| R. C. Deportivo de La Coruña · España | Total club    | Total club    | 8     | 0     | 0      | 1         | 0         | 0         | -                 | -                 | -                 | 9         | 0         | 0         | 0               |
| C. D. Alcoyano · España | 1.ª F         | 2021-22       | 0     | 0     | 0      | -         | -         | -         | -                 | -                 | -                 | 0         | 0         | 0         | 0               |
| C. D. Alcoyano · España | Total club    | Total club    | 0     | 0     | 0      | -         | -         | -         | -                 | -                 | -                 | 0         | 0         | 0         | 0               |
| Pontevedra C. F. · España | 1.ª F         | 2022-23       | 14    | 0     | 0      | 1         | 0         | 0         | -                 | -                 | -                 | 15        | 0         | 0         | 0               |
| Pontevedra C. F. · España | Total club    | Total club    | 14    | 0     | 0      | 1         | 0         | 0         | -                 | -                 | -                 | 15        | 0         | 0         | 0               |
| Waterford F. C. Irlanda | 2.ª           | 2023          | 8     | 0     | 0      | -         | -         | -         | -                 | -                 | -                 | 8         | 0         | 0         | 0               |
| Waterford F. C. Irlanda | Total club    | Total club    | 8     | 0     | 0      | -         | -         | -         | -                 | -                 | -                 | 8         | 0         | 0         | 0               |
| Total carrera | Total carrera | Total carrera | 215   | 2     | 4      | 11        | 2         | 0         | 0                 | 0                 | 0                 | 226       | 6         | 4+        | 0.03            |
| (1) Incluye datos de la Copa del Rey (2010-Act.) / FA Cup, EFL Cup, EFL Trophy (2015-18). En caso de equipo filial se refiere a los partidos de play-off. (2) Sin participaciones. (3) No incluye goles en partidos amistosos. (Datos de asistencias incompletos). |               |               |       |       |        |           |           |           |                   |                   |                   |           |           |           |                 |

### Selecciones
Actualizado al último partido jugado el 7 de julio de 2013.
| Selección       | Temporada     | Europeo | Europeo | Europeo | Mundial | Mundial | Mundial | Amistosos | Amistosos | Amistosos | Total | Total | Total  | Media goleadora |
| Selección       | Temporada     | Part.   | Goles   | Asist.  | Part.   | Goles   | Asist.  | Part.     | Goles     | Asist.    | Part. | Goles | Asist. | Media goleadora |
| --------------- | ------------- | ------- | ------- | ------- | ------- | ------- | ------- | --------- | --------- | --------- | ----- | ----- | ------ | --------------- |
| Sub-16 · España | 2008-09       | —       | —       | —       | —       | —       | —       | 3         | 0         | ?         | 3     | 0     | ?      | 0               |
| Sub-16 · España | Total         | 0       | 0       | 0       | 0       | 0       | 0       | 3         | 0         | ?         | 3     | 0     | ?      | 0               |
| Sub-17 · España | 2009-10       | ?       | ?       | ?       | ?       | ?       | ?       | ?         | ?         | ?         | 4     | 1     | ?      | 0,25            |
| Sub-17 · España | Total         | ?       | ?       | ?       | ?       | ?       | ?       | ?         | ?         | ?         | 4     | 1     | ?      | 0,25            |
| Sub-18 · España | 2010-11       | —       | —       | —       | —       | —       | —       | 2         | 0         | ?         | 2     | 0     | ?      | 0               |
| Sub-18 · España | Total         | 0       | 0       | 0       | 0       | 0       | 0       | 2         | 0         | ?         | 2     | 0     | ?      | 0               |
| Sub-19 · España | 2011-12       | 7       | 1       | 1       | —       | —       | —       | 2         | 0         | ?         | 9     | 1     | 0      | 0,11            |
| Sub-19 · España | Total         | 7       | 1       | 1       | 0       | 0       | 0       | 2         | 0         | ?         | 9     | 1     | ?      | 0,11            |
| Sub-20 · España | 2012-13       | —       | —       | —       | 5       | 1       | 0       | 3         | 1         | ?         | 8     | 2     | ?      | 0,25            |
| Sub-20 · España | Total         | 0       | 0       | 0       | 5       | 1       | 0       | 3         | 1         | ?         | 8     | 2     | 0      | 0,25            |
| Total carrera   | Total carrera | ?       | ?       | ?       | ?       | ?       | ?       | ?         | ?         | ?         | 26    | 4     | ?      | 0,16            |

#### Participaciones en fases finales
| Competición   | Selección | Sede    | Resultado       | PJ | Goles |
| ------------- | --------- | ------- | --------------- | -- | ----- |
| Eurocopa 2012 | Sub-19    | Estonia | Campeón         | 4  | 5     |
| Mundial 2013  | Sub-20    | Turquía | Cuartofinalista | 5  | 1     |

## Palmarés

### Campeonatos internacionales
| Título         | Equipo (*) | País    | Año  |
| -------------- | ---------- | ------- | ---- |
| Europeo Sub-19 | España     | Estonia | 2012 |

(*) Incluyendo la selección.

### Distinciones individuales
| Distinción                                       | Año  |
| ------------------------------------------------ | ---- |
| Once de Plata del Fútbol Draft                   | 2013 |
| Mejor jugador del partido ESP-MEX Mundial Sub-20 | 2013 |

## Vida privada
Es de ascendencia nigeriana.